# Sint-Joriskerk (Suceava)
De Sint-Joriskerk (Roemeens: Biserica Sfântul Gheorghe) is een orthodox kerkgebouw in Suceava (Roemenië). De kerk is gelegen in het klooster van Sint-Jan-de-nieuwe. Deze kerk is opgenomen in de Werelderfgoedlijst van UNESCO samen met andere beschilderde kerken in Moldavië.
De kerk werd gebouwd aan het begin van de 16e eeuw. De werken werden begonnen in 1514 in opdracht van woiwode Bogdan III van Moldavië. Door de onrust in het rijk in deze periode werd de bouw niet afgewerkt op een jaar, zoals toen gebruikelijk was. De kerk werd pas afgewerkt na verloop van enkele jaren in 1522 onder de opvolger van Bogdan, Stefanus IV. Tussen 1532 en 1534 werd de kerk door anonieme kunstenaars voorzien van fresco's, die opvallen door hun grootse en evenwichtige composities, door hun iconografische precisie en door hun eenvormigheid.

## Galerij

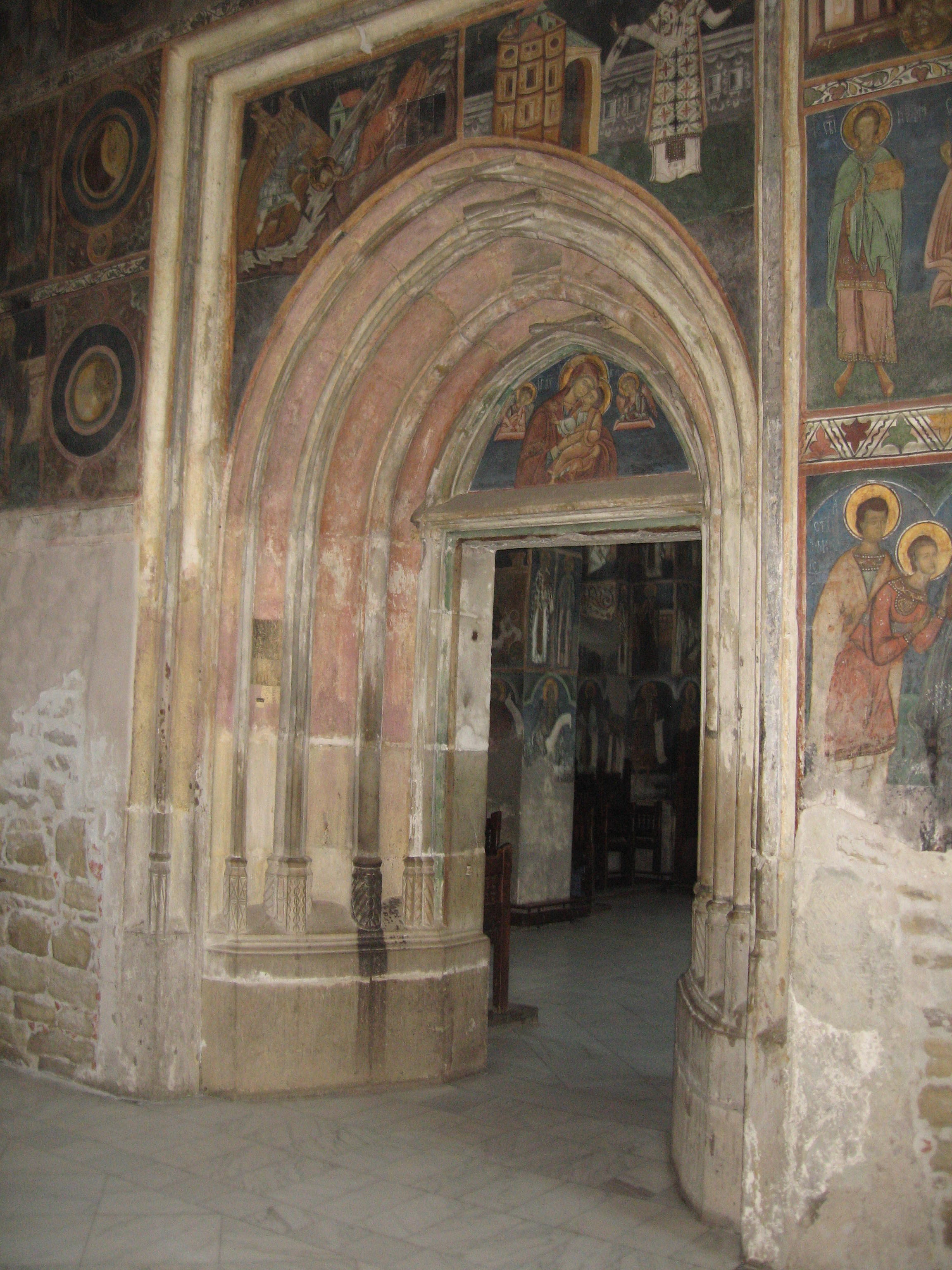
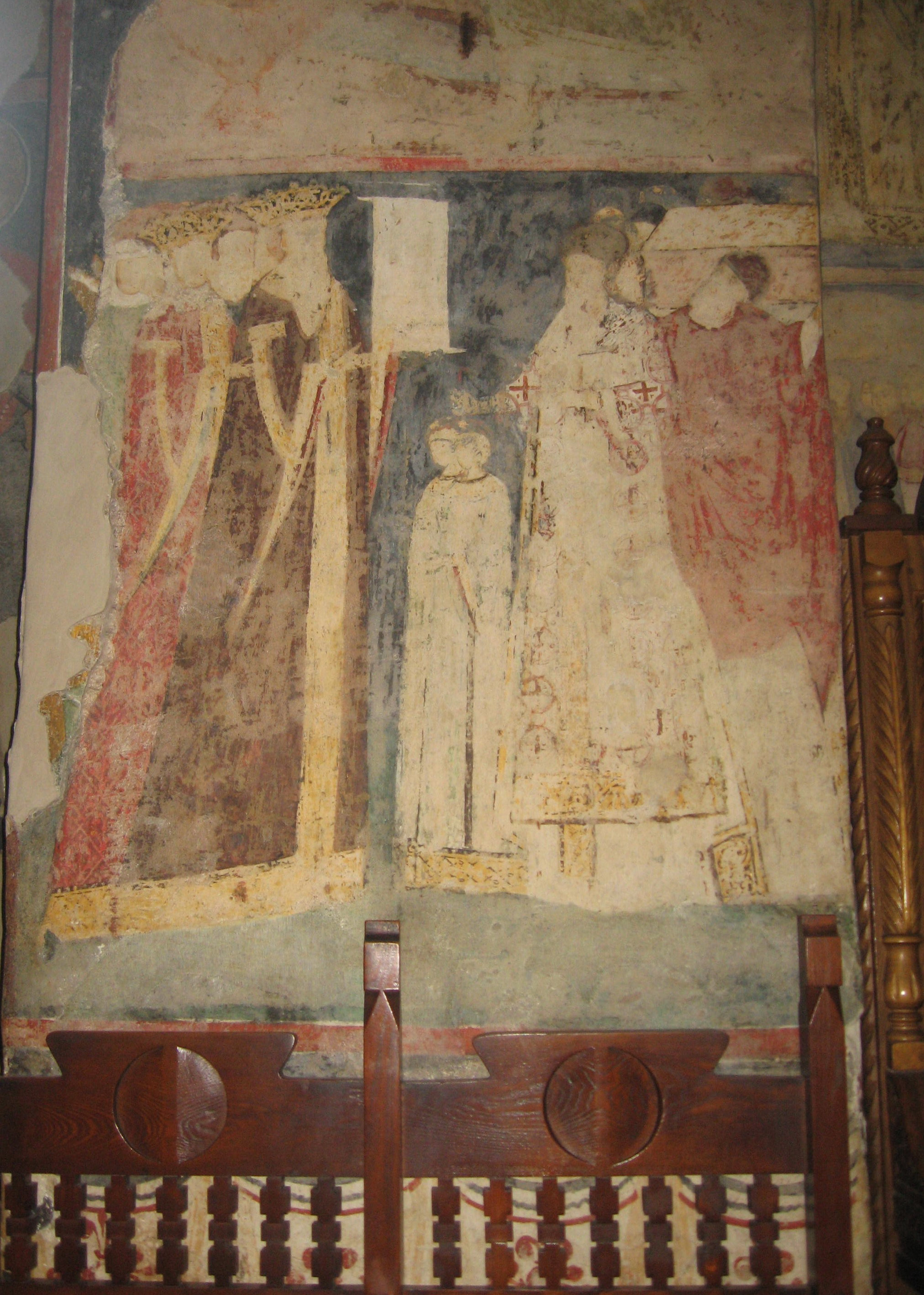
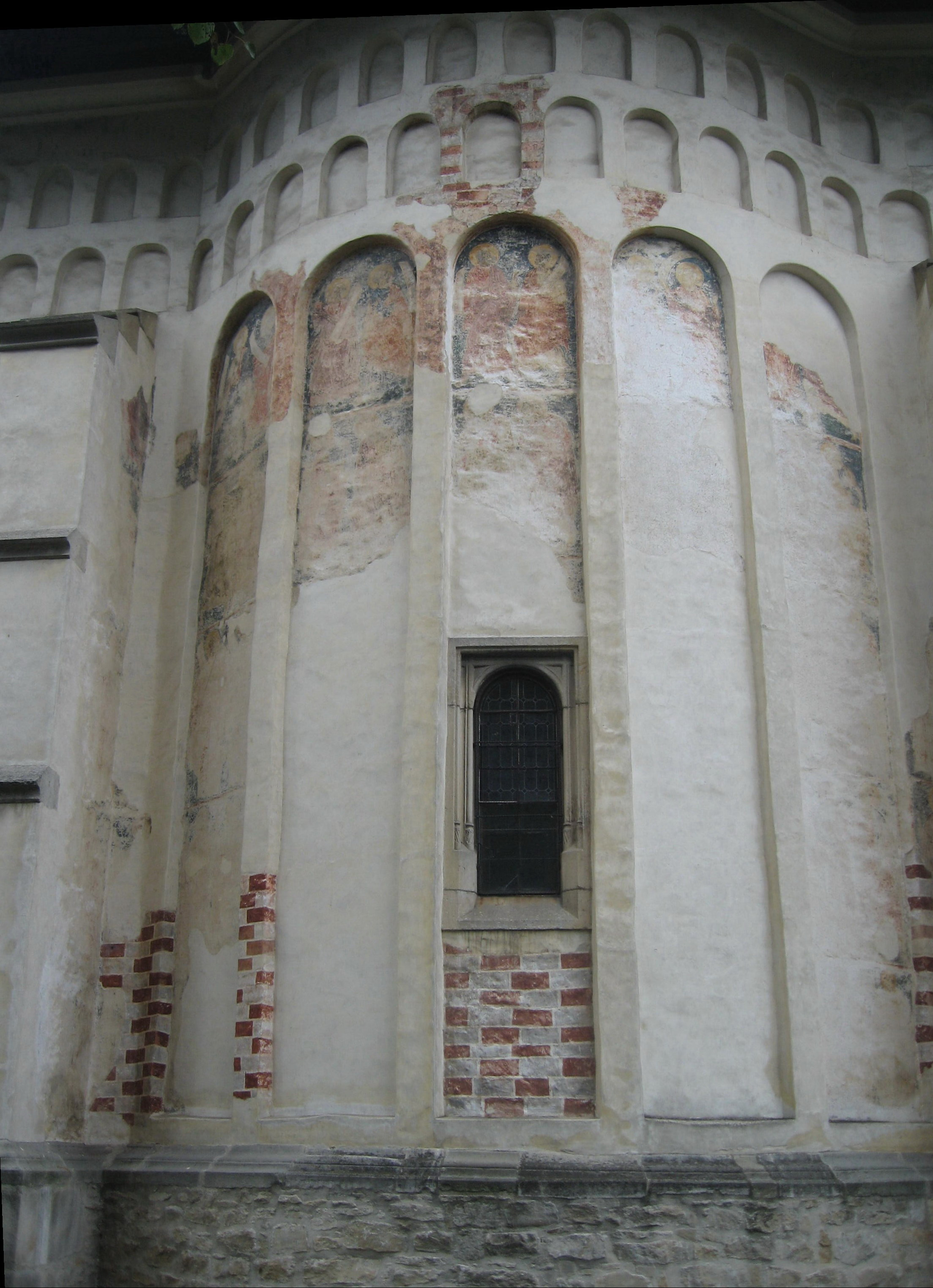